# Andrzej Łaski
Andrzej Łaski (ur. w czerwcu 1962 w Łosicach) – polski ilustrator, storyboardzista, autor komiksów. Współtwórca magazynu Fenix

## Życiorys
Urodzony w 1962 roku w Łosicach. W 1976 przeprowadził się z rodzicami do Siedlec. Ukończył warszawskie Państwowe Liceum Sztuk Pięknych, a następnie w latach 1983–1987 wydział grafiki warszawskiej ASP. W  1990 roku wraz z Jarosławem Grzędowiczem, Krzysztofem Sokołowskim, Rafałem A. Ziemkiewiczem, i Dariuszem Zientalakiem jr. założył magazyn Fenix. W latach 1992–1994 zajmował się opracowaniem graficznym w czasopiśmie Komiks. Zawodowo związany z Fabryką Słów.

## Twórczość

### Okładki[3][6]
- Seria Kroniki Jakuba Wędrowycza – Andrzej Pilipiuk
- Seria Norweski dziennik – Andrzej Pilipiuk
- Wampir z M-3, Wampir z MO – Andrzej Pilipiuk
- Przenajświętsza Rzeczpospolita – Jacek Piekara
- Wojna balonowa – Romuald Pawlak
- Czarem i smokiem – Romuald Pawlak
- Podatek – Milena Wójtowicz
- Linia ognia – Tomasz Pacyński
- Neuromancer – William Gibson[7]
- Król bezmiarów – Feliks W. Kres[8]
- magazyn Fenix

### Ilustracje[3][6]
- Seria o Jakubie Wędrowyczu – Andrzej Pilipiuk
- Seria Norweski dziennik – Andrzej Pilipiuk
- Seria Stalowe szczury – Michał Gołkowski
- Smocze gniazdo – Romuald Pawlak
- magazyn Fenix

### Komiksy
- Jakub Wędrowycz – Dobić dziada – scenariusz, rysunki,  (2011)[9]
- Jakub Wędrowycz – Zabójca – scenariusz, rysunki,  (2014)[9]
- Jakub Wędrowycz - Zimna glina - scenariusz, rysunki, (2024)
- Jakub Wędrowycz - Uwaga zabójca - scenariusz, rysunki (2024)
- Jakub Wędrowycz - Było nie fikać - scenariusz, rysunki (2025)
- seria szortów komiksowych PartyZenka[2]
- krótkie formy (m.in. konkursy Powstanie ’44 czy konkurs MFKiG)[2]

### Pozostałe
- Rok z Wędrowyczem – kalendarz[3]
- gra karciana z Jakubem Wędrowyczem[10]

## Nagrody
- Trzecia nagroda w konkursie Powstanie ’44 – Dziadki (2009)[11]
- Wyróżnienie w konkursie Powstanie ’44 – za Na wymiar (2010)
- Wyróżnienia w konkursie na MFKiG w Łodzi – za Trawa, Dawid, Alternatywa 1863,